# یونیورسیاد تابستانی ۲۰۱۹
یونیورسیاد تابستانی ۲۰۱۹ از ۳ تا ۱۴ ژوئیه ۲۰۱۹ در ناپل، ایتالیا برگزار شده‌است.
در ابتدا برای برازیلیا، برزیل در ژوئیه ۲۰۱۹ برنامه‌ریزی شده بود. با این حال، در ۲۳ دسامبر ۲۰۱۴، تأیید شد که برازیلیا به دلیل مشکلات مالی از میزبانی این رویداد انصراف داده‌است. فدراسیون بین‌المللی ورزش‌های دانشگاهی تصمیم گرفت پس از انصراف، روند مناقصه را بازگشایی کند.

## انتخاب میزبان
در ۱۴ ژوئن ۲۰۱۲، آلدو ربلو، وزیر ورزش وقت برزیل، و رئیس CBDU (Confederação Brasileira do Desporto Universitário)، لوسیانو کابرال، اعلام کردند که پس از ناموفق بودن پیشنهاد برزیل برای یونیورسیاد تابستانی ۲۰۱۷، آنها دوباره در مناقصه شرکت خواهند کرد. برای یونیورسیاد تابستانی 2019. برازیلیا، پایتخت برزیل، پس از شکست در سال ۲۰۱۷ به تایپه، دوباره به عنوان شهر پیشنهادی منصوب شد. برزیل قبلاً یک بار در سال ۱۹۶۳ میزبان یونیورسیاد تابستانی در پورتو آلگره بود.
در ۱۱ دسامبر ۲۰۱۲، آزاد رحیم اف، وزیر ورزش و جوانان آذربایجان، اعلام کرد که پس از کسب امتیاز میزبانی اولین بازی‌های اروپایی در سال ۲۰۱۵، آنها برای میزبانی یونیورسیاد تابستانی ۲۰۱۹ نامزد خواهند شد. این تلاش برای اولین بار بود که آذربایجان برای یونیورسیاد پیشنهاد داد. باکو کشور را به عنوان شهر پیشنهادی نمایندگی خواهد کرد.
در ۳۱ ژانویه ۲۰۱۳، میکلوش توث، نایب رئیس کمیته المپیک مجارستان، اعلام کرد که مجارستان برای یونیورسیاد تابستانی ۲۰۱۹ یا ۲۰۲۱ با کمک طرح آلفرد هاخوس (حاجوس آلفرد ترو) پیشنهادی ارائه خواهد کرد. بوداپست قبلاً میزبان یونیورسیاد تابستانی ۱۹۶۵ بود و در ۱۹ فوریه ۲۰۱۳ به عنوان شهر پیشنهادی تأیید.
در ۳ آوریل ۲۰۱۳، FISU به‌طور رسمی سه شهر نامزد را تأیید کرد:
- باکو، جمهوری آذربایجان
- برازیلیا، برزیل
- بوداپست، مجارستان

در ۳۱ اکتبر ۲۰۱۳، باکو رسماً از روند مناقصه برای یونیورسیاد تابستانی ۲۰۱۹ انصراف داد و به این استناد کرد که این شهر با سایر رویدادهای ورزشی در دوره ۲۰۱۵–۲۰۱۷ با بازی‌های اروپایی ۲۰۱۵ و بازی‌های همبستگی اسلامی ۲۰۱۷ مشغول خواهد بود. در ۸ نوامبر ۲۰۱۳، بوداپست عقب‌نشینی کرد زیرا شهر توانایی پرداخت هزینه‌های این رویداد را نداشت و برازیلیا را به عنوان تنها شهر پیشنهاد دهنده باقی گذاشت. در ۹ نوامبر ۲۰۱۳، FISU برازیلیا را به عنوان شهر میزبان یونیورسیاد تابستانی ۲۰۱۹ نامزد کرد. در ۵ مارس ۲۰۱۶، FISU یونیورسیاد ۲۰۱۹ را دوباره به ناپل ایتالیا نسبت داد.

## مکان‌های برگزاری
کمیته سازماندهی قصد دارد پس از بازسازی، امکانات ورزشی از قبل موجود را درگیر کند.
مکان‌های ناپل
- استادیوم سن پائولو - مراسم[۱۵] و دو و میدانی
- PalaVesuvio – ژیمناستیک هنری و ژیمناستیک ریتمیک
- PalaBarbuto - بسکتبال
- Mostra d'Oltremare – ورزش‌های غواصی، جودو و تیراندازی
- سابق متولد - راگبی هفت
- Circolo del Remo و Vela Italia - قایقرانی
- استخر Felice Scandone – شنا
- پیاده‌روی تنیس و کاراکیولو – تنیس

مکان‌های آولینو
- ورزشگاه پارتنیو-آدریانو لومباردی – تیراندازی با کمان
- پالاسپورت دل مائورو – بسکتبال

مکان‌های بارونیسی
- مرکز ورزشی دانشگاه CUS Salerno – شمشیربازی

مکان‌های کازرتا
- کاخ سلطنتی کازرتا - تیراندازی با کمان
- استادیوم آلبرتو پینتو – فوتبال
- ورزشگاه شنا – شنا

مکان‌های ابولی
- PalaSele – والیبال

## مراسم افتتاحیه

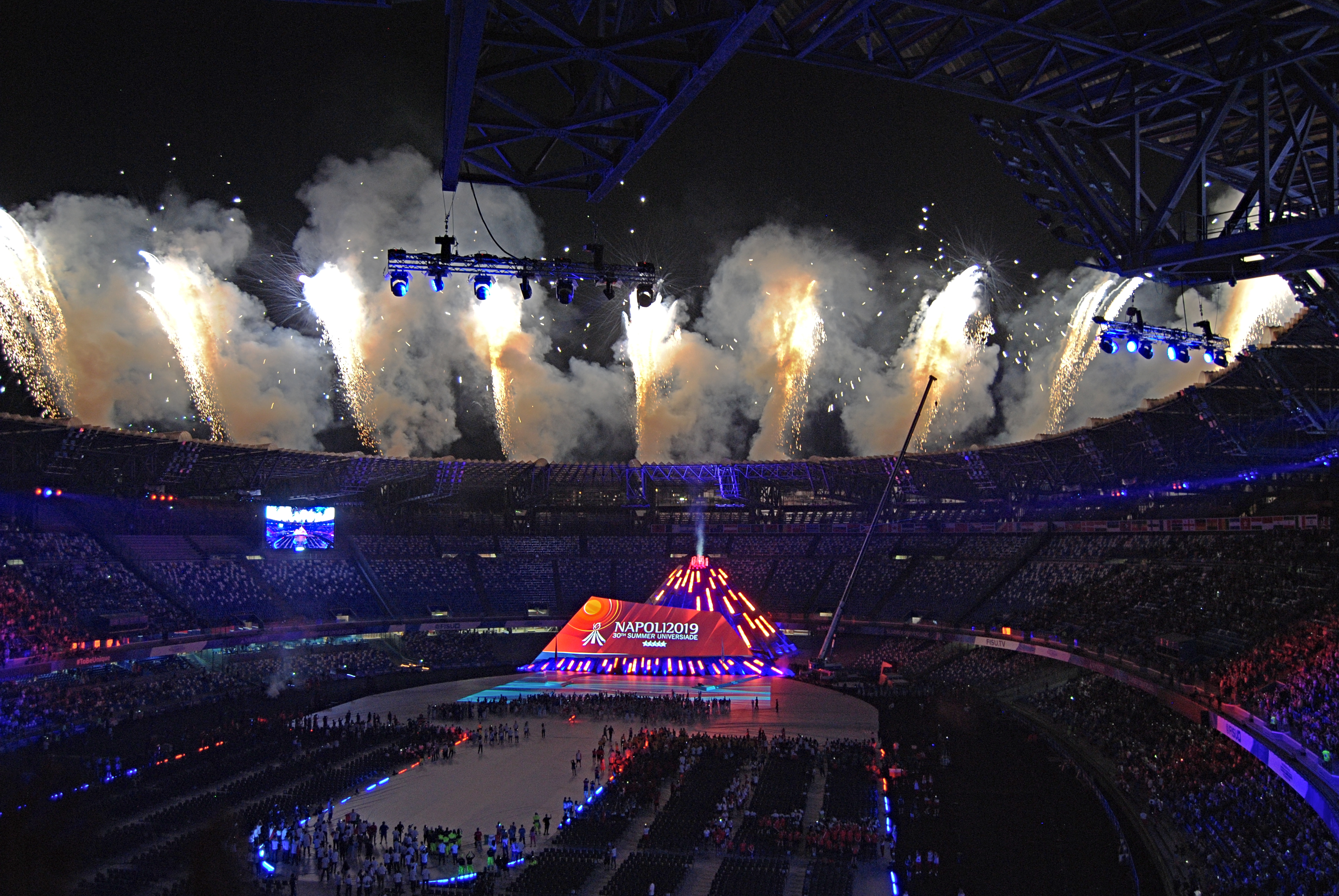
مراسم افتتاحیه.

مراسم افتتاحیه در استادیوم سن پائولو برگزار شد و از ساعت ۲۱:۰۰ تا ۰۰:۲۰ به وقت تابستانی اروپای مرکزی شامل اجرای ویژه توسط آندره آ بوچلی تنور ایتالیایی برگزار شد.

## بازار یابی

### لوگو
لوگوی بازی‌ها تصویری از کوه وزوویوس بود، یک آتشفشان سوما استراتو واقع در خلیج ناپل که به پنج مسیر رنگی از المپیک و یونیورسیاد که شبیه یک مسیر مسابقه است، بازسازی شد. خطوطی که در بالا به هم می‌رسند و با پفکی از دود رنگارنگ به پایان می‌رسند، نمادی از مشارکت افراد مختلف با هدف منحصر به فرد اشتراک گذاری و کمک به توسعه، پیشرفت، همبستگی و همزیستی است.

### طلسم
طلسم بازی‌ها یک آژیر به نام "Partenope" بود که توسط ملانیا آکانفورا، دانشجوی جوان ناپلی در "Accademia delle Belle Arti" (آکادمی هنرهای زیبا) طراحی شده بود. طلسم به عنوان یک ژیمناستیک با دم ماهی‌اش که می‌تواند به پاهای پوسته‌دار تبدیل شود، توصیف می‌شود که به او اجازه می‌دهد تا مانند یک ورزشکار واقعی بدود، بپرد، برقصد. در مراسم افتتاحیه، ماریافلیسیا کاراترو به تعبیر طلسم پرداخت.

## ورزش‌ها
- فهرست ورزش‌های آبی
  -  Diving (۱۵) (جزئیات)
  -  ورزش شنا (۴۰) (جزئیات)
  -  Water polo (۲) (جزئیات)
- Archery (۱۰) (جزئیات)
- Athletics (۵۰) (جزئیات)
- Basketball (۲) (جزئیات)
- Fencing (۱۲) (جزئیات)
- فوتبال (۲) (جزئیات)
- Gymnastics  (جزئیات) 
  - ژیمناستیک هنری (14)
  - ژیمناستیک ریتمیک (8)
- Judo (۱۴) (جزئیات)
- Rugby sevens (۲) (جزئیات)
- قایقرانی بادبانی (۱) (جزئیات)
- ورزش تیراندازی (۱۳) (جزئیات)
- Table tennis (۷) (جزئیات)
- Taekwondo (۱۹) (جزئیات)
- Tennis (۷) (جزئیات)
- Volleyball (۲) (جزئیات)

## شرکت کنندگان
به ترتیب ظاهر، رژه ملل:

## مراسم پایانی

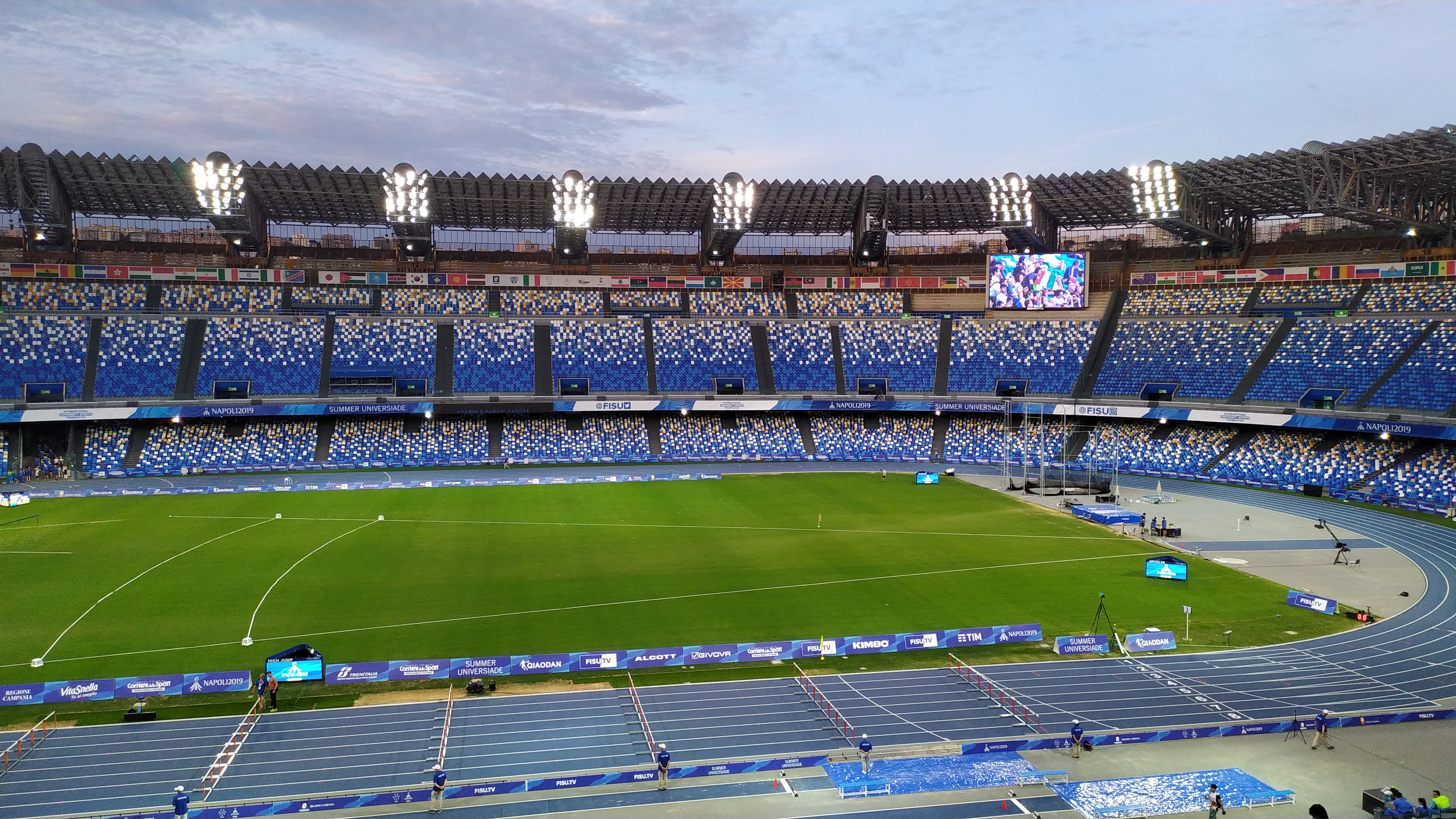
ورزشگاه "سان پائولو" در ناپل (ایتالیا) در طول یونیورسیاد تابستانی 2019.

مراسم اختتامیه در ۱۴ ژوئیه ۲۰۱۹ در ورزشگاه سن پائولو برگزار شد و از ساعت ۲۱:۰۰ تا ۲۳:۲۰ به وقت تابستانی اروپای مرکزی برگزار شد. مراسم اختتامیه با تحویل پرچم FISU به شهر چنگدو چین به عنوان شهر میزبان یونیورسیاد تابستانی ۲۰۲۱. این مراسم همراه با FISU، پروتکلی بود که توسط رپر کلمنتینو، خواننده و نایب قهرمان مسابقه یوروویژن ۲۰۱۹ محمود و دی جی اتریشی سونیک اسنرس اجرا شد.

## جدول مدال
*   کشور میزبان (ایتالیا)
| رتبه            | کشور                      | طلا | نقره | برنز | مجموع |
| --------------- | ------------------------- | --- | ---- | ---- | ----- |
| ۱               | ژاپن (JPN)                | ۳۳  | ۲۱   | ۲۸   | ۸۲    |
| ۲               | روسیه (RUS)               | ۲۲  | ۲۴   | ۳۶   | ۸۲    |
| ۳               | چین (CHN)                 | ۲۲  | ۱۳   | ۸    | ۴۳    |
| ۴               | ایالات متحده آمریکا (USA) | ۲۱  | ۱۷   | ۱۵   | ۵۳    |
| ۵               | کره جنوبی (KOR)           | ۱۷  | ۱۷   | ۱۶   | ۵۰    |
| ۶               | ایتالیا (ITA)*            | ۱۵  | ۱۳   | ۱۶   | ۴۴    |
| ۷               | چین تایپه (TPE)           | ۹   | ۱۳   | ۱۰   | ۳۲    |
| ۸               | مکزیک (MEX)               | ۸   | ۷    | ۶    | ۲۱    |
| ۹               | ایران (IRI)               | ۷   | ۳    | ۷    | ۱۷    |
| ۱۰              | آفریقای جنوبی (RSA)       | ۶   | ۸    | ۴    | ۱۸    |
| ۱۱              | اوکراین (UKR)             | ۶   | ۷    | ۷    | ۲۰    |
| ۱۲              | استرالیا (AUS)            | ۶   | ۵    | ۶    | ۱۷    |
| ۱۳              | برزیل (BRA)               | ۵   | ۳    | ۹    | ۱۷    |
| ۱۴              | ترکیه (TUR)               | ۴   | ۵    | ۵    | ۱۴    |
| ۱۵              | لهستان (POL)              | ۴   | ۲    | ۹    | ۱۵    |
| ۱۶              | فرانسه (FRA)              | ۳   | ۹    | ۱۱   | ۲۳    |
| ۱۷              | بریتانیای کبیر (GBR)      | ۳   | ۳    | ۴    | ۱۰    |
| ۱۸              | جمهوری آذربایجان (AZE)    | ۲   | ۳    | ۲    | ۷     |
| ۱۹              | ازبکستان (UZB)            | ۲   | ۲    | ۴    | ۸     |
| ۲۰              | جمهوری چک (CZE)           | ۲   | ۲    | ۳    | ۷     |
| ۲۱              | فنلاند (FIN)              | ۲   | ۲    | ۱    | ۵     |
| ۲۲              | سوئیس (SUI)               | ۲   | ۱    | ۱    | ۴     |
| ۲۳              | مولداوی (MDA)             | ۲   | ۰    | ۲    | ۴     |
| ۲۴              | آلمان (GER)               | ۱   | ۹    | ۸    | ۱۸    |
| ۲۵              | قزاقستان (KAZ)            | ۱   | ۵    | ۱    | ۷     |
| ۲۶              | بلاروس (BLR)              | ۱   | ۳    | ۱    | ۵     |
| ۲۷              | اتریش (AUT)               | ۱   | ۲    | ۰    | ۳     |
| ۲۸              | کانادا (CAN)              | ۱   | ۱    | ۴    | ۶     |
| ۲۹              | اسلواکی (SVK)             | ۱   | ۱    | ۲    | ۴     |
| ۲۹              | لیتوانی (LTU)             | ۱   | ۱    | ۲    | ۴     |
| ۲۹              | هند (IND)                 | ۱   | ۱    | ۲    | ۴     |
| ۳۲              | مراکش (MAR)               | ۱   | ۱    | ۱    | ۳     |
| ۳۳              | تایلند (THA)              | ۱   | ۰    | ۴    | ۵     |
| ۳۴              | مجارستان (HUN)            | ۱   | ۰    | ۲    | ۳     |
| ۳۵              | ارمنستان (ARM)            | ۱   | ۰    | ۱    | ۲     |
| ۳۵              | استونی (EST)              | ۱   | ۰    | ۱    | ۲     |
| ۳۵              | قبرس (CYP)                | ۱   | ۰    | ۱    | ۲     |
| ۳۵              | نیوزیلند (NZL)            | ۱   | ۰    | ۱    | ۲     |
| ۳۵              | کره شمالی (PRK)           | ۱   | ۰    | ۱    | ۲     |
| ۴۰              | الجزایر (ALG)             | ۱   | ۰    | ۰    | ۱     |
| ۴۰              | بلغارستان (BUL)           | ۱   | ۰    | ۰    | ۱     |
| ۴۰              | سوئد (SWE)                | ۱   | ۰    | ۰    | ۱     |
| ۴۰              | فیلیپین (PHI)             | ۱   | ۰    | ۰    | ۱     |
| ۴۴              | پرتغال (POR)              | ۰   | ۲    | ۲    | ۴     |
| ۴۵              | مصر (EGY)                 | ۰   | ۲    | ۰    | ۲     |
| ۴۶              | رومانی (ROM)              | ۰   | ۱    | ۳    | ۴     |
| ۴۷              | بلژیک (BEL)               | ۰   | ۱    | ۲    | ۳     |
| ۴۷              | هلند (NED)                | ۰   | ۱    | ۲    | ۳     |
| ۴۹              | اوگاندا (UGA)             | ۰   | ۱    | ۱    | ۲     |
| ۴۹              | مغولستان (MGL)            | ۰   | ۱    | ۱    | ۲     |
| ۴۹              | نروژ (NOR)                | ۰   | ۱    | ۱    | ۲     |
| ۴۹              | گرجستان (GEO)             | ۰   | ۱    | ۱    | ۲     |
| ۵۳              | آرژانتین (ARG)            | ۰   | ۱    | ۰    | ۱     |
| ۵۳              | بورکینافاسو (BUR)         | ۰   | ۱    | ۰    | ۱     |
| ۵۳              | ترینیداد و توباگو (TTO)   | ۰   | ۱    | ۰    | ۱     |
| ۵۶              | هنگ کنگ (HKG)             | ۰   | ۰    | ۲    | ۲     |
| ۵۷              | اتیوپی (ETH)              | ۰   | ۰    | ۱    | ۱     |
| ۵۷              | اسرائیل (ISR)             | ۰   | ۰    | ۱    | ۱     |
| ۵۷              | اسلوونی (SLO)             | ۰   | ۰    | ۱    | ۱     |
| ۵۷              | اسپانیا (ESP)             | ۰   | ۰    | ۱    | ۱     |
| ۵۷              | اندونزی (INA)             | ۰   | ۰    | ۱    | ۱     |
| ۵۷              | ایرلند (IRL)              | ۰   | ۰    | ۱    | ۱     |
| ۵۷              | دانمارک (DEN)             | ۰   | ۰    | ۱    | ۱     |
| ۵۷              | سنگاپور (SGP)             | ۰   | ۰    | ۱    | ۱     |
| ۵۷              | شیلی (CHI)                | ۰   | ۰    | ۱    | ۱     |
| ۵۷              | لتونی (LAT)               | ۰   | ۰    | ۱    | ۱     |
| ۵۷              | مالزی (MAS)               | ۰   | ۰    | ۱    | ۱     |
| ۵۷              | کرواسی (CRO)              | ۰   | ۰    | ۱    | ۱     |
| مجموع (۶۸ کشور) | مجموع (۶۸ کشور)           | ۲۲۳ | ۲۱۸  | ۲۶۹  | ۷۱۰   |